# Brandýs nad Labem-Zápská
Brandýs nad Labem-Zápská – przystanek kolejowy w miejscowości Brandýs nad Labem-Stará Boleslav, w kraju środkowoczeskim, w Czechach. Znajduje się na wysokości 200 m n.p.m..
Jest zarządzany przez Správę železnic. Na przystanku nie ma możliwości zakupu biletów, a obsługa podróżnych odbywa się w pociągu. 

## Linie kolejowe
- 074 Čelákovice - Neratovice